# Rakša
Rakša (ungarisch Kisraksa – bis 1907 Raksa) ist eine Gemeinde im Okres Turčianske Teplice in der Slowakei mit 221 Einwohnern (2007) und liegt auf einer Höhe von etwa 542 Metern über dem Meeresspiegel im Žilinský kraj der Mittelslowakei.
Haupteinnahmequelle des Dorfes sind Land- und Forstwirtschaft, wie der Bergbau. Die früheste schriftliche Erwähnung unter dem Namen Roxa stammt aus dem Jahr 1277. Weitere Namen sind 1280 Raxa, ungarisch Kisraksa und ab 1920 offiziell Rakša. 1503 hatte das Dorf zwei Ortsteile namens Vyšna (Ober-) und Nižna (Unter-) Rakša.
1933 wurde der südlich angrenzende Ort Nedozor eingemeindet.
1811 wurde der Dichter, Reformer, Linguist Michal Miloslav Hodža im Ort geboren.

## Bevölkerung
| Jahr                | 1994 | 2004   | 2014    | 2024    |
| ------------------- | ---- | ------ | ------- | ------- |
| Anzahl der Personen | 200  | 219    | 222     | 219     |
| Unterschied         |      | +9,5 % | +1,36 % | −1,35 % |

| Jahr                | 2023 | 2024    |
| ------------------- | ---- | ------- |
| Anzahl der Personen | 215  | 219     |
| Unterschied         |      | +1,86 % |